# Божевільний професор (фільм, 1996)
«Божевільний професор» (англ. The Nutty Professor) — американська трагікомедія 1996 року режисера Тома Шедьяк із Едді Мерфі у головній ролі, ремейк фільму 1963 року «Божевільний професор» із Джеррі Льюїсом у головній ролі, який в свою чергу був знятий за романом «Химерна пригода з доктором Джекілом та містером Гайдом» британського письменника Роберта Стівенсона.

## Сюжет
У фільмі розповідається про спокійного і доброзичливого професора університету Шермана Клампа, який, маючи надмірну вагу і страждаючи від  дискримінації за розміром, намагається винайти препарат, який, реконструюючи ДНК людини, дозволить їй скидати зайву вагу.
Під час побачення з колегою по університету Карлою Петі у клубі «Крик» Шерман стає об'єктом жорстоких насмішок для стендапера Реджи Воррінгтона. Це приниження на очах дівчини, що йому подобається, спонукає Шермана Клампа випробувати експериментальний препарат для схуднення на собі, в результаті чого з'являється alter ego Шермана — Бадді Лав.

## У ролях
| Актор              | Роль                           |
| ------------------ | ------------------------------ |
| Едді Мерфі         | проф. Шерман Кламп / Бадді Лав |
| Джада Пінкетт-Сміт | Карла Петі                     |
| Джеймс Коберн      | Гарлан Гартлі                  |
| Ларрі Міллер       | Дін Ричмонд                    |
| Дейв Шапел         | Реджи Воррінгтон               |
| Джон Алес          | Джейсон                        |
| Джамал Міксон      | Ерні Кламп молодший            |
| Монтелл Джордан    | ведучий, у ролі самого себе    |

Едді Мерфі виконав також ролі Клейтуса Клампа (батька Шермана Клампа), Анни Кламп (матері Шермана Клампа), Іди Має Дженсон (бабусі Шермана Клампа), Ерні Клампа старшого (дідуся Шермана Клампа) та Ланса Перкінса (пародії Річарда Сіммонса)
Ерні Кламп молодший, племінник Шермана Клампа — єдиний персонаж із сім'ї Клампів, у якого за сценарієм не було жодної репліки і якого зіграв не Мерфі.

## Критика
Фільм отримав в цілому позитивні відгуки, зібравши по світу 273 961 019 $. Rotten Tomatoes дав оцінку 64% на основі 55 відгуків від критиків і 44% від більш ніж 250 000 глядачів.

## Нагороди
- Премія «Оскар» за найкращий грим та зачіски — Рік Бейкер[en], Девід Лерой Андерсон[en]